# Колкасрагс
Колкасрагс (Колка, Колкас, Домеснес) (на латвийски: Kolkasrags) е най-издаденият нос на латвийското крайбрежие и най-северната точка на Курландския полуостров. Названието му на латвийски означава „остър ъгъл“. Географските му координати са 57°45′33,001″N и 22°36′15,001″E. Разположен в историко-географската област Курландия, той се врязва остро между Балтийско море и Рижкия залив. Носът е отделен от естонския остров Сааремаа чрез Ирбенския пролив, най-опасното място в Балтийско море.

## Описание
Носът е разположен на доломитова основа, покрита с наноси от пясък и пръст. Поради това, а и заради силните и постоянни ветрове и морски течения, носът постоянно мени формата си. На него, и по брега около него, не са останали нито пясъчни плажове, нито дюни. Край носа и до морския фар има редица опасни подводни плитчини, където дълбочината на водата е 1,5 – 2 m. Чрез тях носът достига чак до Колския фар, на 6 km от континента. Мястото е известно с многобройни случаи на корабокрушения. При Колкасрагс се намира най-голямото гробище на морски съдове в Балтийско море.
Заради малката дълбочина по крайбрежието на Балтийско море, в него често върлуват бури. По време на щорм вълните от двата водни басейна се срещат и сблъскват с голяма сила и могат да достигнат височина до 7 m. Тревите по източното крайбрежие, на Рижкия залив, са отнесени от водите, а почвата е пропита от сол.
Носът е мястото, откъдето започва пътешествието през националния парк Слитере. На Колкасрагс е издигнат паметникът ”Отнесени от морето“, изработен от латвийския скулптор Гиртс Бурвис и посветен на загиналите в морските вълни. Направен е от необработени камъни без никакви изображения. На него стои само лаконичният текст „Взети от морето. Хора. Кораби. Ливонската земя.“.
Там е поставена и плочата „Сърцето на Европа“, тъй като латвийският писател и фолклорист Кришянис Валдемарс предполагал, че на това място се намира центърът на Европа. Виждат се и останките от дървен кораб, вероятно от 19 век. В самия край на носа се намират руините на южната кула на стария фар, строен през 18 век. Южната ѝ част е отмита от морето през втората половина на 19 век.

## История
Нос Колкасрагс и Ирбенският пролив имат стратегическо значение като вход към Рижкия залив и нито една война не ги подминава. Заради плитчините около носа пиратските набези в миналото са много чести.

### 11 – 17 век
Първата писмена информация за носа е от 1040 г., когато е създаден Мервалас, един от най-старите латвийски рунически камъни, който в наши дни се намира на остров Selaoen. На него, освен изсечените имена и събития, е споменато и шведското име на носа – Домеснес. Частта от текста, който се отнася до него гласи „Зигфрид постави този камък в памет на съпруга си Свен, който често плува по Земгале с кораби със скъпи стоки, около Домеснес (Domesnaes)“.
Първите, но недостатъчно проверени данни за поява на сигнални огньове на носа, се отнасят до 1341 г. През 1552 г. пилтенският епископ Херманис разрешава построяването на фар на носа. Изградени са две дървени кули с открити платформи, на които се палят огньове. Разположени са на 50 метра една от друга и разстоянието е разчетено така, че отблясъците на огъня от двете образуват ивица върху морето, която точно маркира местоположението на плитчините.
Преминаването покрай носа е опасно за морските съдове, не само заради силните ветрове, честите бури и плитчините, но и заради върлуващите по тези места пирати. Те прибягват до различни хитрости, за да заблудят преминаващите кораби. Подават лъжливи светлинни сигнали от съседните острови и от близкия нос Сините планини. Подлъганите от светлината кораби попадат на пясъчната коса, засядат и стават лесна плячка за пиратите.
Разбойнически грабежи тормозят и местните жители – ливонци и курши, които са съвсем безпомощни пред набезите им. Съществува мнение, че името на носа, в превод от латвийски, означава не „остър ъгъл“, а думата „умри!“. И наистина формата на носа много напомня на острието на кинжал.

### Отбраната на Рижкия залив
Още преди Първата световна война по западното крайбрежие на Курландия и на самия нос са построени фортификационни съоръжения. На 8 август 1915 г., по време на войната, немският флот се опитва да се добере до Рижкия залив през Ирбенския пролив. Състои се от 7 броненосеца, 6 крайцера, 24 ескадрени миноносеца (разрушители) и 14 миночистача. От руска страна им противостоят броненосеца „Слава“, канонерските лодки „Грозящий“, „Храбрий“ и „Сивуч“, минният заградител „Амур“, 16 ескадрени миноносеца и един дивизион от подводници.
В 4 часа сутринта немските миночистачи започват разминиране, но са открити от руски самолети. Скоро на мястото пристига част от руския флот и открива огън по тралчиците. Броненосецът „Слава“ пристига на мястото на сражението, 6 часа след началото му, и влиза в артилерийски бой с двата немски линейни кораба „Елзас“ и „Брауншвайг“. След като губят два миночистача Т-52 и Т-58, немците се отказват от опита си за пробив. Два дни след края на битката минният заградител „Амур“ залага допълнително минно поле в пролива.
На 16 август немските адмирали правят нов опит за навлизане в Рижкия залив. В продължение на един ден миночистачите им успяват да прочистят пролива, въпреки че губят един – Т-46. През нощта на 17 август германските разрушители „V-99“ и „V-100“ проникват в залива. В боя V-99 е повреден, а след това попада на мина и потъва заедно с екипажа си. През деня „Слава“ отново влиза в бой, но получава 3 попадения и се оттегля към Моонзундските острови. На 19 август немският разрушител „S-31“ попада на мина и потъва, а британската подводница Е-1 торпилира немския линеен крайцер „Молтке“. В края на август германският флот е принуден да напусне залива.

### Латвия в СССР
След сключването през 1939 г. на пакта Рибентроп-Молотов, на 23 август 1939 г., Латвия е принудена да приеме „помощта“ на СССР. На територията на страната са дислоцирани 25 000 съветски войници и започва организирането на военни бази и брегова охрана. От Вентспилс до село Колка, разположено почти на носа, са дислоцирани най-различни родове войски – погранични, противовъздушна и брегова отбрана, военноморски флот и други.
Установени са строги правила за достъп до крайбрежието и къпане в морето. Дюните и плажовете са разорани и строго контролирани срещу нелегално пресичане на границата. Цялото крайбрежие от Вентспилс, през Колка, до Мерсрагс е обявено за закрита зона и достъпът до нея става само със специални пропуски.
След разпадането на Съветския съюз, през 1993 г., руските войски са изтеглени от носа и цялото крайбрежие на Курландия. В наше време през около 50 m по брега се издигат навигационни вишки, останали оттогава. Стари фортификационни съоръжения могат да се видят и на самия бряг, близо до водата. Някои от структурите на съветската брегова охрана днес се ползват от пограничните служби на Латвия.

## Фарове
Изграденият през 1552 г. фар работи годишно само от 1 август до 31 декември и е обслужван от служителите в Дундагското имение. През 1633 г. Владислав IV Васа, крал на Полша и велик княз на Литва, разрешава на барон Херман фон Майдел да монополизира фара при условие да се грижи за него. Под неговото ръководство огньовете не се палят редовно, а с прекъсвания, и две години по-късно баронът решава да строи нов фар. За тази цел започва да събира такса от 20 талера от всеки кораб, минаващ край носа през Ирбенския пролив.
През 1635 г. шведското правителство взима фара в свое владение и предвидените за него нови кули са построени. Изградени са от тухли и речни камъни, а металната конструкция е произведена в латвийското селище Енгуре. Височината на кулите е 18 m и 22,5 m и отстоят на 110 метра една от друга. През 1660 г. шведското правителство се отказва от правата си над фара.
През 1730 г. едната от кулите е изцяло ремонтирана. От 1785 г., в продължение на 3 години, за фара се изграждат две нови, каменни кули, при които принципът на огньовете е запазен. Намират се отново на 50 метра една от друга и са наречени Северна и Южна Домеснес. Височината на стоящата по-близо до водата е 19 m, а на по-далечната – 24 m. Вместо дървета на платформите започват да горят каменни въглища.
През 1812 г. територията на Курландия, заедно с носа, е превзета от наполеоновите войски. Французите разрушават кулите и покриват останките с дървета и клони така, че развалините да не се виждат от морето. На следващата година каменните кули отново са построени, но разстоянието между тях вече е 110 метра. През 1818 г., по време на военен конфликт, кулите са обшити с дъски и боядисани в черно.
През 1854 г., по време на Кримската война, британски кораби стоварват десант на носа и горните етажи на кулите са разрушени. Скоро след това обаче, фарът отново е възстановен. Четири години по-късно е направен опит да се постави плаващ маяк, но заради силните ветрове, той завършва неуспешно. През 1870 г. такъв плаващ маяк е пуснат на котва, обслужван е от военни моряци и работи от пролетта до есента.
Днес носът се врязва в морето на 6 km навътре, а в края му, на 5 – 6 km от него, на изкуствено създадено островче в края на подводна пясъчна коса, е издигнат Колският фар. Островът е създаден от насипани камъни и дървени трупи, които са превозвани с лодки, а през зимата – с шейни по леда. Лодките тръгват от естонските острови, тъй като от страната на Латвия пречат натрупаните пясъчни наноси.
Изграждането на острова започва през 1872 и завършва през 1875 г., когато на него е издигнат временен фар. При строителството работниците често се натъкват на стари кораби, потънали край носа. През 1880 г. на фара е докарана сирена за мъгла от Париж, която работи със сгъстен въздух и се привежда в действие ръчно. По-късно е издигнат днешният фар, който започва работа на 1 юли 1884 г. Металната конструкция е висока 21 m и е изготвена в Санкт-Петербург. Оцветена е в червено, а помещението за осветяване и терасата – в зелено. През 1885 г., отново от Франция, е доставена парова сирена, която заменя старата.
От 1882 г. кулите на стария фар, разположени на носа, се ползват като пункт за наблюдение движението на корабите и ледената обстановка през зимата. Всеки ден данните се носят от куриер в Рига. Две години по-късно по-близката до водата кула рухва в морето, тъй като то подмива и руши брега. През 1890 г. запазената кула на стария фар се намира на 200 m от брега, през 1925 – на 80 m, а днес останките му се намират непосредствено до водата. През 1896 г. старата кула е свързана с телефонна линия с Рига. В началото на 20 век фарът и маякът са свързани с подводен кабел, но връзката е ненадеждна. Времето постепенно започва да руши кулата и тя става все по-ниска. През 1931 г. височината ѝ е 13 m, през 1970-те – 9 m, а през 2004 от нея са останали едва 2 m.
През 1930 г. дървената конструкция на острова е заменена с бетонна, а 5 години по-късно на него е построена и каменна сграда за обслужващия персонал. На фара работят обикновено 5 души, които се сменят седмично, но заради бурите, понякога смяната не може да бъде осъществена и за месец. В наши дни край фара на острова, освен каменната сграда, се намират няколко стопански постройки и внушителна камбана за известяване при настъпваща мъгла.
Тъй като морето продължава да отмива основите на острова, през 1978 г. около него са насипани натрошени железобетонни блокове, между които е направено уплътнение от камъни и чували с цимент. На следващата година на фара е поставена радиоактивна изотопна батерия и оттогава той работи на автоматичен режим. След излизането на Латвия от СССР неблагоприятната за природата батерия е върната на Русия и е заменена със слънчеви батерии.

## Население
Носът и крайбрежието около него са последната територия, обитавана все още от ливонци. Това е коренно латвийско население, пристигнало в Латвия през 6 – 8 век от юг и асимилирано от балтийските племена.балтийските племена Произходът им е угро-фински. През 20 век ливонците наброяват около 150 души, а днес те са не повече от 40. Техните старинни рибарски селища са разположени от двете страни на носа, от Мелнсилс до Лужня. В тях са запазени дървени постройки от 18 век, и пристани за лодки. Някои къщи стоят непосредствено на брега, а тревата достига съвсем до водата.
Почти на самия връх на носа се намира селището Колка. Това е единственото ливонско населено място, в което след ограничителния съветски пограничен режим, забраняващ свободното движение на хора, се е запазила интензивна стопанска дейност, главно преработка на риба. Населението на Колка расте, за разлика от това на всички останали селища по крайбрежието.
Ливонците се занимават главно с риболов, но се развива и селският туризъм, във връзка с който са разкрити къщи за гости. Присъствието им се усеща във всичко – в диалекта, културата, бита и традициите.

## Флора и фауна
Природата на носа е останала относително недокосната. Острият пясъчен нос постепенно се е заблатил и обрасъл с борове. На територията на бившата военна зона днес се намира Слитерският национален парк, отделен от континенталната част с полска ивица. По време на есенната миграция на носа се наблюдава голяма концентрация на прелетни птици. При пролетното завръщане всеки април над носа и парка прелитат стотици птици.

## Туристически център
Пътищата до носа са благоустроени, реконструирани с най-модерна технология, и е организирана подходяща паркова и търговска площ. Изграден е туристически център за посетители, където може да се получи информация и да се купят сувенири.

## Легенди или истини
Както за всяко място, през което минават активни търговски пътища, така и носът е обвит в легенди. Действията на пиратите около него дотолкова тревожат местното население, че то им приписва сериозна връзка с дявола. Според една от легендите, носът е дело на Сатаната, който се опитал да свърже континента с естонския остров Сааремаа. Преданието гласи, че главатарят на морските разбойници се съгласил да продаде душата си на дявола, ако той за една нощ успее да създаде провлак, в който да се разбиват корабите, влизащи в Рижкия залив, и да бъдат лесно ограбени. Но дяволът не успял, а от опита му останали само силно издаденият нос Колкасраг и дългият пясъчен риф, който се простира на километри от него навътре в морето.
Множеството сведения и легенди за пиратите пораждат мита, че в района на носа са погребани несметни съкровища. На 10 km от него се намира ливонското село Мелнсилс. Според преданието там, между морето и местната рекичка, се е издигал замъкът на известния морски разбойник Тромел. Съществува легенда, че под тежестта на златото и несметните съкровища, награбени от пиратите, замъкът се е провалил под земята. Множеството дупки, изкопи и ями, направени в наше време, говорят, че не всички смятат тази история за легенда и съвременните търсачи на съкровища продължават да разкопават брега.
Според друга легенда, през 1642 г., пирати създават на носа фалшиви отбясъци от фара и с помощта на огледала насочват определения за жертва кораб към плитчините. Когато той заседне, убиват екипажа и започва разграбването му. Съществуват някои данни, че все пак това е част от историята на носа, а не легенда. Някои историци вярват, че на носа се е намирал временният пункт на барон Унгерн фон Щернберг, потомък на старинна немско-балтийска фамилия. Нричан е Фридрих Секирата или Чудовището от Естландия (Северна Естония). Баронът имал своя постоянна пиратска база на остров Сааремаа.
Други историци смятат, че пиратските нападения са организирани от херцог Якоб Кетлер, който по този начин осигурява първоначалното си натрупване на капитал за развитието на промишлеността в своето Курландско херцогство.

## Любопитно
За усамотението и изолираността на Колкасраг, през 2008 г., американският режисьор от латвийски произход Юрис Пошкус снима филма „Студената Колка“. Посветен е на поколението на 30-годишните, които живеят в едно рибарско селище и са обзети от усещането за своята безполезност и ненужност. Филмът получава няколко международни награди, включително и главния приз на Санктпетербургския кинофестивал.